# Robertson Stadium
Il John O'Quinn Field at Corbin J. Robertson Stadium, solitamente abbreviato in Robertson Stadium, è uno stadio situato a Houston, in Texas.